# Suintila

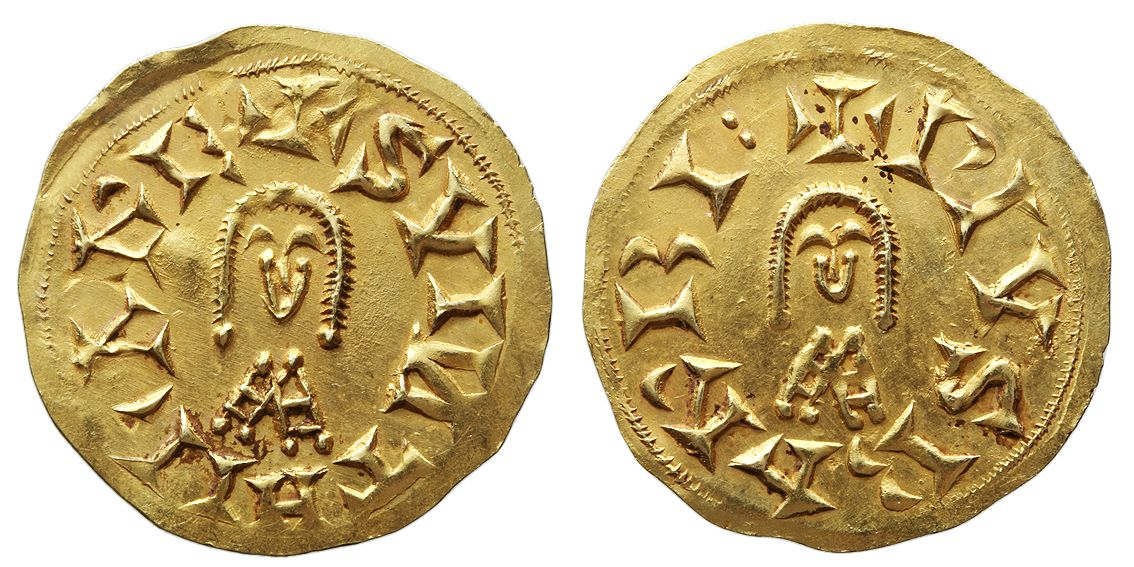
Tremís de oro del reinado de Suintila acuñado en Singilia Barba.

Suintila (¿? - Toledo, post-634) fue rey de los visigodos entre 621 y 631. Su nombre también puede encontrarse escrito como Suínthila. Consiguió culminar la unificación de los territorios hispánicos (véase Hispania visigoda).

## Vida
Combatió contra los bizantinos establecidos en la Península ibérica en el 620, estando a las órdenes del rey Sisebuto. Al año siguiente fue elegido rey, después de la muerte de Recaredo II. En ese mismo año de 621 murió Sisebuto, reinó y murió Recaredo II y empezó a reinar Suintila.
Siendo ya rey, Suintila derrotó a los vascones, que saqueaban la Tarraconense, consiguiendo una deditio (rendición incondicional), nunca antes lograda.  Los prisioneros fueron obligados a construir Oligicus u Ologite, que junto con Vitoria formaría una línea defensiva contra futuras incursiones. Oligicus, Vitoria, Recópolis y Villa Gothorum (actual Toro) fueron las únicas ciudades fundadas por los visigodos en la Península. Suintila siguió luchando contra los bizantinos que ocupaban desde el siglo VI algunas zonas de las costas mediterráneas en la franja costera que va desde Valencia hasta Cádiz. Los expulsó y de esta manera completó la unificación territorial de la península, que había sido el sueño de monarcas anteriores. San  Isidoro de Sevilla lo presenta como el primer monarca que reinó sobre toda la Hispania peninsular al completo: "Totius Spaniae intra oceani fretum monarchiam regni primum iste potitus"
Otro empeño del monarca fue el de reforzar la autoridad del rey frente a la nobleza y la iglesia, que estaban logrando acumular progresivamente más poder. También quiso hacer hereditaria la monarquía y asoció a su hijo Ricimiro a la corona. Estos intentos provocaron una reacción contraria en algunos magnates y la iglesia, lo que fue el principio del fin para el rey Suintila.

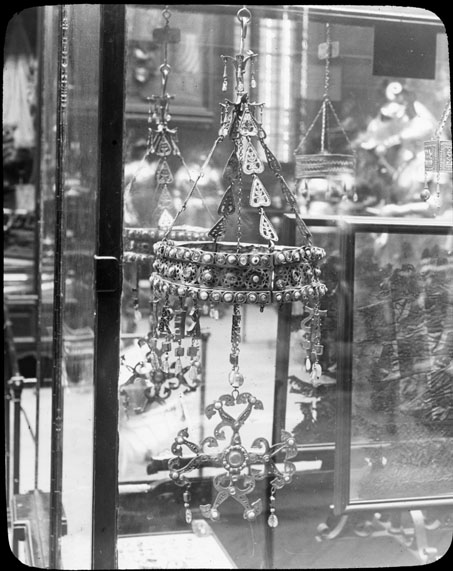
Corona de Suintila, 1921

En el año 631 Sisenando, gobernador de la provincia de la Narbonense (la Septimania en el sur de la actual Francia), lugar de concentración de tropas por su frontera con los francos, organizó una rebelión que, con el apoyo extranjero de Dagoberto de Neustria, se fue extendiendo con sucesivas deserciones, incluida la de Geila, hermano del rey. Finalmente el rey aislado fue depuesto. (Véase Sisenando para una crónica de esta rebelión). En el IV Concilio de Toledo del año 633, presidido por Isidoro, arzobispo de Sevilla, Suintila fue excomulgado y recibió el anuncio de la confiscación de todos sus bienes. En ese mismo concilio, Sisenando fue legitimado como rey y también se estableció oficialmente el carácter electivo de la monarquía visigoda. Se ignora cuántos años sobrevivió Suintila, aunque un año después de su derrocamiento seguía vivo.
Tenemos opiniones contradictorias respecto al carácter de Suintila. Isidoro de Sevilla, en su primera versión de la Historia de los godos, lo califica como «no sólo el príncipe de su pueblo, sino también el padre de los pobres». Sin embargo, en una versión posterior, editada después de su caída como rey eliminó estos elogios. Un cronista del 754, continuador de Isidoro, lo trata con bastante simpatía, mientras que Fredegario dice que era excesivamente duro con su pueblo y que se atrajo el odio de los magnates.
| Predecesor: Recaredo II | Rey de los Visigodos 621 – 631 | Sucesor: Sisenando |